# Brandschopf
Die Gattung Brandschopf (Celosia) ist eine Pflanzengattung aus der Familie der Fuchsschwanzgewächse (Amaranthaceae) mit 30 bis 60 Arten. Ihre Arten kommen vorwiegend in tropischen Regionen Afrikas, aber auch Mittel- und Südamerikas (Neotropis) vor. Die bekannteste Art, der Silber-Brandschopf, wird kultiviert und hat sich weltweit in den Tropen und Subtropen ausgebreitet.

## Beschreibung

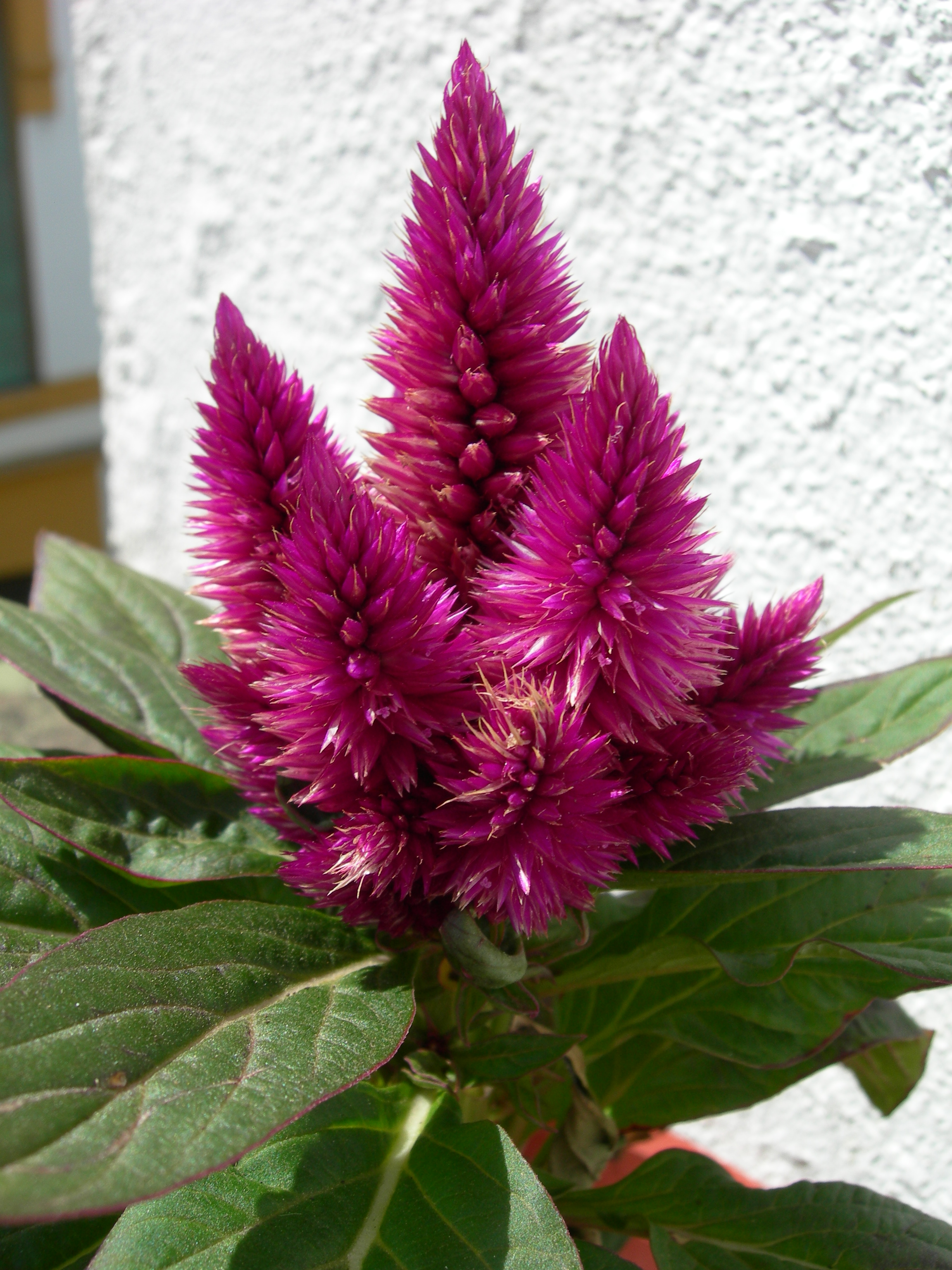
Blütenstand einer Sorte

### Vegetative Merkmale
Bei Celosia-Arten handelt es sich um ein- oder mehrjährige krautige Pflanzen mit aufrechtem oder kletterndem Wuchs, die an der Basis oft verholzen.
Die wechselständigen Laubblätter sind in Blattstiel und -spreite gegliedert. Die einfachen Blattspreiten sind meist lanzettlich, oval oder dreieckig mit mehr oder weniger glatten Rand.

### Generative Merkmale
Vielen Blüten befinden sich immer endständig und auch oft seitenständig in ährigen oder rispigen Blütenständen, bei verbänderten Zuchtformen von Celosia argentea oft in Kämmen oder fedrigen Büscheln.
Die zwittrigen Blüten haben drei bis fünf dünne und meist kahle Blütenhüllblätter. Die Staubfäden der fünf Staubblätter sind basal mit dem Kelch verwachsen. Samenanlagen sind drei oder mehr vorhanden. Der Stempel ist durchgehend und 0,2 bis 4 Millimeter lang und besitzt zwei bis drei kopf- oder ahlenförmige Narben.
Die manchmal zwei, meist drei oder mehr Samen sind schwarz und flach.
Die Chromosomenzahl beträgt x = 9. Manche Brandschopf-Arten zeigen ausgeprägte Polyploidie, insbesondere der Silber-Brandschopf tritt tetraploid (4n = 36) und oktoploid (8n = 72) auf, und Celosia whitei ist dodekaploid (12n = 108).

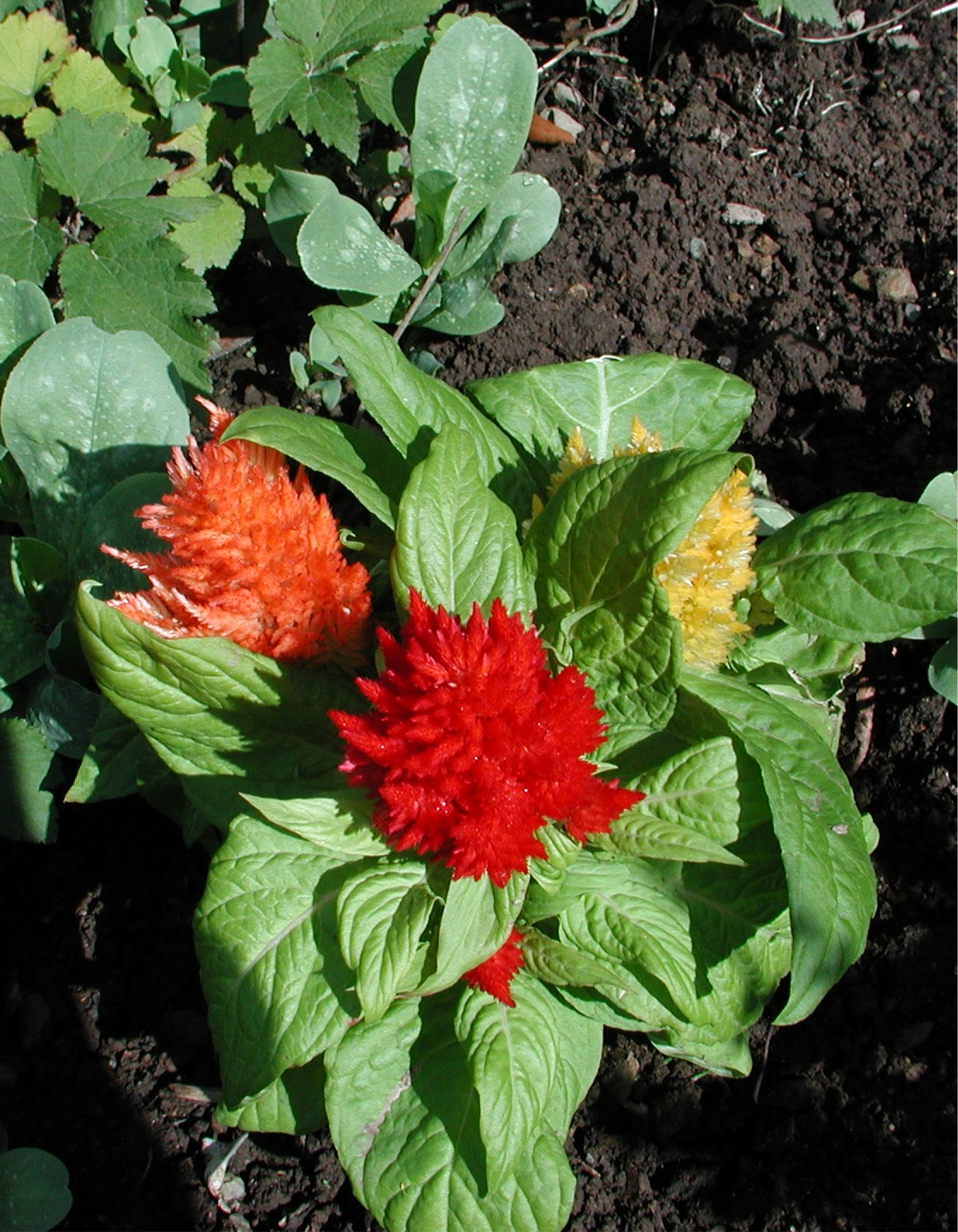
Zuchtversion

## Vorkommen und Verwendung
Das Hauptverbreitungsgebiet der Brandschopf-Arten ist das tropische und subtropische Afrika und die Neotropis.
Die Verteilung auf die Regionen:
- Mittelamerika: Celosia chiapensis, Celosia digynia, Celosia dioica, Celosia floribunda, Celosia moquini, Celosia nitida, Celosia orcutti, Celosia palmeri, Celosia polystachia, Celosia virgata, Celosia whitei
- Südamerika: Celosia eriantha, Celosia grandifolia, Celosia humbertiana, Celosia longifolia, Celosia major, Celosia persicaria, Celosia salicifolia, Celosia virgata.
- Afrika: Celosia anthelminthica, Celosia elegantissima, Celosia fadeniorum, Celosia globosa, Celosia hastata, Celosia isertii, Celosia leptostachya, Celosia linearis, Celosia patentiloba, Celosia schweinfurthiana, Celosia splendens, Celosia trigyna

Nur zwei Arten sind in der Karibik (Celosia nitida), und zwei in Asien (Celosia taitoensis) zu finden. Wobei der Silber-Brandschopf (Celosia argentea) die einzige Art der Gattung ist, die sich weltweit in den Tropen verbreitet hat.
Celosia-Arten gedeihen an Flussläufen und im offenen Gelände sowie in Feldern.
Ausschließlich der Silber-Brandschopf (Celosia argentea) wird von Gärtnern in vielen Sorten gezüchtet, welche sich durch genetische Verbänderung erheblich in Form und Farbe ihrer Blütenstände unterscheiden. Außerhalb der Floristik werden der Silber-Brandschopf sowie zwei afrikanische Arten (Celosia isertii, Celosia trigyna) kultiviert und finden als Gewürz, Nahrungsmittel und in der Kräuterkunde Verwendung.

## Systematik
Hier eine Auswahl der Arten:
- Silber-Brandschopf (Celosia argentea L.): Seine Heimat ist unbekannt; möglicherweise stammt er aus Indien.[1] Er kommt in den Tropen vielfach eingebürgert vor.[1] Man kann mehrere Varietäten und Ploidiestufen unterscheiden.[1] So etwa Celosia argentea var. cristata (L.) Kuntze (Syn.: Celosia cristata L.)
- Celosia isertii C. C. Towns. (Syn.: Celosia laxa auct.): Sie ist im tropischen Afrika weitverbreitet.[1]
- Celosia leptostachya Benth.: Sie kommt in Sierra Leone, Nigeria, Kamerun, Äquatorial-Guinea und in der Demokratischen Republik Kongo vor.[1]
- Celosia odorata Burch. ex Moq.: Sie wurde aus Südafrika erstbeschrieben.
- Celosia persicaria Schinz: Sie wurde aus dem östlichen Peru erstbeschrieben.
- Celosia spicata (Thouars) Spreng.: Sie kommt in Madagaskar und auf den Komoren vor.[1]
- Celosia trigyna L.: Sie kommt ursprünglich im tropischen und im südlichen Afrika sowie auf Madagaskar und im Jemen vor.[1] Auf den Kapverdischen Inseln ist sie ein Neophyt.[1]
- Celosia whitei W.F.Grant: Sie ist eine dodekaploide Sippe aus dem Komplex von Celosia argentea.

## Inhaltsstoffe
Blätter von Brandschopf-Arten enthalten etwa 80–90 Prozent Wasser, 20–55 mg/100 g Vitamin C, 10–15 mg/100 g Carotinoide und 2–6 Prozent Protein. Sie können andererseits 0,2–0,5 Prozent Nitrat und 1–4 Prozent Oxalat aufweisen.